# Tour des Flandres féminin 2014
La 11e édition du Tour des Flandres féminin a lieu le 6 avril 2014. C'est la troisième épreuve de la Coupe du monde. L'épreuve est remportée par la Néerlandaise Ellen van Dijk.

## Équipes
| Équipes féminines professionnelles (24)- Alé Cipollini - Astana BePink Womens - Bigla - Bizkaia-Durango - Boels Dolmans - BTC City Ljubljana - Estado de México-Faren - Futurumshop.nl-Zannata - Giant-Shimano - Hitec Products - Lointek - Lotto-Belisol Ladies - Orica-AIS - Parkhotel Valkenburg - Poitou-Charentes.Futuroscope.86 - RusVelo - Team Rytger - SC Michela Fanini Rox - Servetto Footon - Specialized-Lululemon - Top Girls Fassa Bortolo - Topsport Vlaanderen-Pro-Duo - Vaiano Fondriest - Wiggle Honda Équipe nationale- États-Unis Équipe féminine amateur- Firefighters Upsala CK |
| |

## Parcours
Le parcours de la course, long de 139 km, démarre de la Grand-Place d'Audenarde. Il fait tout d'abord une boucle vers le nord sans grande difficulté en empruntant des routes larges. La course passe ainsi à Gavere et Oosterzele avant de se diriger vers Audenarde. Au kilomètre quarante-et-un, le premier mont est escaladé : il s'agit du Wolvenberg. À partir de là et jusqu'au kilomètre cent-dix, le circuit est le même que celui des hommes. Le circuit emprunte ensuite le final du parcours masculin jusqu'au bout. Le vieux Quaremont puis le Paterberg sont montés. Ce dernier est placé à treize kilomètres du but. L'arrivée est située dans la Minderbroederstraat d'Audenarde.
Dix monts sont au programme de cette édition, pour la plupart recouverts de pavés :
| Mont | Nom             | km    | Revêtement | Longueur (m) | Pente moyenne | km de l'arrivée |
| ---- | --------------- | ----- | ---------- | ------------ | ------------- | --------------- |
| 1    | Wolvenberg      | 41,0  | asphalte   | 645          | 7,9 %         | 94,3            |
| 2    | Molenberg       | 48,7  | pavés      | 463          | 7 %           | 86,6            |
| 3    | Rekelberg       | 66,2  | asphalte   | 800          | 4,0 %         | 69,1            |
| 4    | Leberg          | 74,4  | asphalte   | 950          | 4,2 %         | 60,9            |
| 5    | Valkenberg      | 82,3  | asphalte   | 540          | 8,1 %         | 53,0            |
| 6    | Kaperij (nl)    | 93,0  | pavés      | 1 000        | 5,5 %         | 42,3            |
| 7    | Kanarieberg     | 100,4 | asphalte   | 1 000        | 7,7 %         | 34,9            |
| 8    | Kruisberg       | 108,8 | asphalte   | 2 500        | 5 %           | 26,5            |
| 9    | Vieux Quaremont | 118,6 | pavés      | 2 200        | 4 %           | 16,7            |
| 10   | Paterberg       | 122,0 | pavés      | 360          | 12,9 %        | 13,3            |

En plus des traditionnels monts, il y a quatre secteurs pavés :
| Secteur | Nom                   | km   | Longueur (m) | km de l'arrivée |
| ------- | --------------------- | ---- | ------------ | --------------- |
| 1       | Ruitersstraat (nl)    | 41,1 | 800          | 94,2            |
| 2       | Paddestraat           | 53,7 | 2 300        | 81,6            |
| 3       | Lippenhovestraat (nl) | 57,9 | 1 300        | 77,4            |
| 4       | Haaghoek (nl)         | 71,4 | 2 000        | 63,9            |

### Favorites
En l'absence de Marianne Vos, vainqueur sortante et archi-dominatrice du cyclisme féminin mondial les années précédentes, la course semble très ouverte. Les protagonistes du Tour de Drenthe : Anna van der Breggen et Elizabeth Armitstead font office de favorites. Emma Johansson vient de remporter le Trofeo Alfredo Binda-Comune di Cittiglio et est donc également candidate à la victoire. La championne du monde du contre-la-montre Ellen van Dijk est également citée.

## Récit de la course

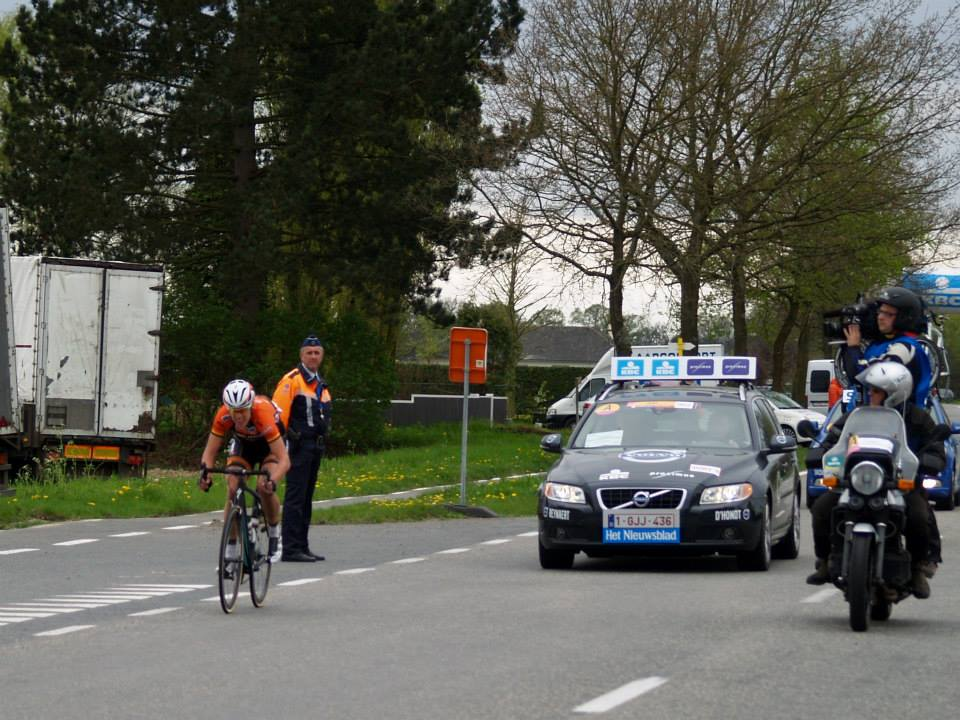
Ellen van Dijk se dirige vers la victoire

La première heure de course est surtout marquée par les chutes. Parmi les victimes, on compte Amanda Spratt et Rikke Lønne. La première échappée est composée de Gracie Elvin et de Valentina Carretta. Leur avance ne dépasse jamais les trente secondes. Une fois reprises, Valentina Carretta retente sa chance avec Lucinda Brand, sans plus de succès. À vingt-six kilomètres de l'arrivée, Ellen van Dijk place une puissance attaque en haut du Kruisberg. Tiffany Cromwell la prend en chasse, mais ne parvient pas à revenir sur la championne du monde du contre-la-montre. Par la suite, Emma Johansson et Elisa Longo Borghini, marquées par Elizabeth Armitstead, sorte du groupe de poursuivantes. Ellen van Dijk reste toutefois hors de portée et s'impose avec plus d'une minute d'avance. Derrière, sa coéquipière Elizabeth Armitstead règle le sprint pour la deuxième place devant Emma Johansson. La Britannique consolide au passage sa première place au classement de la Coupe du monde,.

## Classements

### Classement final
| \| Classement général \| Classement général \| Classement général \| Classement général \| Classement général \| \| Coureuse \| Coureuse \| Pays \| Équipe \| Temps \| \| ------------------ \| -------------------- \| ------------------ \| --------------------- \| ------------------ \| \| 1re \| Ellen van Dijk \| Pays-Bas \| Boels Dolmans \| 3 h 47 min 50 s \| \| 2e \| Lizzie Armitstead \| Royaume-Uni \| Boels Dolmans \| + 1 min 01 s \| \| 3e \| Emma Johansson \| Suède \| Orica-AIS \| + 1 min 01 s \| \| 4e \| Elisa Longo Borghini \| Italie \| Hitec Products \| + 1 min 03 s \| \| 5e \| Annemiek van Vleuten \| Pays-Bas \| Rabo Liv Women \| + 1 min 03 s \| \| 6e \| Anna van der Breggen \| Pays-Bas \| Rabo Liv Women \| + 1 min 03 s \| \| 7e \| Liesbet De Vocht \| Belgique \| Lotto Belisol Ladies \| + 1 min 03 s \| \| 8e \| Megan Guarnier \| États-Unis \| Boels Dolmans \| + 1 min 03 s \| \| 9e \| Tiffany Cromwell \| Australie \| Specialized-Lululemon \| + 1 min 03 s \| \| 10e \| Evelyn Stevens \| États-Unis \| Specialized-Lululemon \| + 1 min 03 s \| |                      |             |                       |                 |
| |                      |             |                       |                 |
| Sources : ProCyclingStats Cycling Quotient |                      |             |                       |                 |
| Classement général |                      |             |                       |                 |
| Coureuse | Coureuse             | Pays        | Équipe                | Temps           |
| 1re | Ellen van Dijk       | Pays-Bas    | Boels Dolmans         | 3 h 47 min 50 s |
| 2e | Lizzie Armitstead    | Royaume-Uni | Boels Dolmans         | + 1 min 01 s    |
| 3e | Emma Johansson       | Suède       | Orica-AIS             | + 1 min 01 s    |
| 4e | Elisa Longo Borghini | Italie      | Hitec Products        | + 1 min 03 s    |
| 5e | Annemiek van Vleuten | Pays-Bas    | Rabo Liv Women        | + 1 min 03 s    |
| 6e | Anna van der Breggen | Pays-Bas    | Rabo Liv Women        | + 1 min 03 s    |
| 7e | Liesbet De Vocht     | Belgique    | Lotto Belisol Ladies  | + 1 min 03 s    |
| 8e | Megan Guarnier       | États-Unis  | Boels Dolmans         | + 1 min 03 s    |
| 9e | Tiffany Cromwell     | Australie   | Specialized-Lululemon | + 1 min 03 s    |
| 10e | Evelyn Stevens       | États-Unis  | Specialized-Lululemon | + 1 min 03 s    |

## Réactions
Ellen van Dijk écrit sur son site officiel : « Nous sommes venus sur la course avec une super équipe aujourd'hui. Je suis partie, comme prévu, en haut du Kruisberg et ai tout donné à partir de là. Cette route ancienne, une montée difficile couverte de pavés, est nouvelle sur le parcours et je savais que si j'étais forte je pouvais créer un écart à cet endroit-là. Après je n'avais plus qu'à réalisé un contre-la-montre jusqu'à la ligne d'arrivée et espérer que ça suffirait. Lizzie était derrière et je savais que ça serait très frustrant pour Johansson et Longo Borghini de savoir qu'elle pouvait terminer le travail pour l'équipe, si elles me rattrapaient. Tout a fonctionné à la perfection. Je suis arrivée en forme exactement au bon moment pour réaliser cette performance. À cause d'une maladie cet hiver, ma campagne printanière a démarré plus lentement que les années précédentes, mais je me sentais de mieux en mieux chaque semaine qui passait. Mon pic de forme est arrivée aujourd'hui. J'en suis incroyablement heureusement. Si vous êtes si souvent très proche de gagner une manche de Coupe du monde, cela rend la victoire maintenant encore plus belle, c'est génial que ça soit arrivé ici au Tour des Flandres »,.

## Liste des participantes
| Légende | Légende                                                                    | Légende | Légende                                                    |
| ------- | -------------------------------------------------------------------------- | ------- | ---------------------------------------------------------- |
| Num     | Dossard de départ porté par le coureur sur ce Tour des Flandres            | Pos     | Position à l'arrivée de la course                          |
|         | Indique un maillot de champion national ou mondial, suivi de sa spécialité | NP      | Indique un coureur qui n'a pas pris le départ de la course |
| AB      | Indique un coureur qui n'a pas terminé la course                           | HD      | Indique un coureur qui a terminé la course hors des délais |

| Rabo Liv Women RBW | Rabo Liv Women RBW            | Rabo Liv Women RBW |
| ------------------ | ----------------------------- | ------------------ |
| Num                | Coureur                       | Pos                |
| 1                  | Lucinda Brand ( NED)          | 12e                |
| 2                  | Anna van der Breggen ( NED)   | 6e                 |
| 3                  | Roxane Knetemann ( NED)       | 25e                |
| 4                  | Pauline Ferrand-Prévot ( FRA) | 11e                |
| 5                  | Annemiek van Vleuten ( NED)   | 5e                 |
| 6                  | Iris Slappendel ( NED)        | 57e                |

| Orica-AIS GEW | Orica-AIS GEW        | Orica-AIS GEW |
| ------------- | -------------------- | ------------- |
| Num           | Coureur              | Pos           |
| 11            | Emma Johansson (SWE) | 3e            |
| 12            | Loes Gunnewijk (NED) | AB            |
| 13            | Amanda Spratt (AUS)  | AB            |
| 14            | Shara Gillow (AUS)   | 61e           |
| 15            | Gracie Elvin (AUS)   | 63e           |
| 16            | Jessie Maclean (AUS) | AB            |

| Boels Dolmans DLT | Boels Dolmans DLT               | Boels Dolmans DLT |
| ----------------- | ------------------------------- | ----------------- |
| Num               | Coureur                         | Pos               |
| 21                | Ellen van Dijk (NED)            | 1re               |
| 22                | Elizabeth Armitstead (GBR)      | 2e                |
| 23                | Megan Guarnier (USA)            | 8e                |
| 24                | Christine Majerus (LUX) (route) | 38e               |
| 25                | Katarzyna Pawlowska (POL)       | 52e               |
| 26                | Romy Kasper (GER)               | 39e               |

| Specialized-Lululemon SLU | Specialized-Lululemon SLU | Specialized-Lululemon SLU |
| ------------------------- | ------------------------- | ------------------------- |
| Num                       | Coureur                   | Pos                       |
| 31                        | Lisa Brennauer (GER)      | 35e                       |
| 32                        | Chantal Blaak (NED)       | 27e                       |
| 33                        | Carmen Small (USA)        | 22e                       |
| 34                        | Evelyn Stevens (USA)      | 10e                       |
| 35                        | Tiffany Cromwell (AUS)    | 9e                        |
| 36                        | Trixi Worrack (GER)       | 15e                       |

| Hitec Products HPU | Hitec Products HPU           | Hitec Products HPU |
| ------------------ | ---------------------------- | ------------------ |
| Num                | Coureur                      | Pos                |
| 41                 | Elisa Longo Borghini ( ITA)  | 4e                 |
| 42                 | Chloe Hosking ( AUS)         | 67e                |
| 43                 | Cecilie Gotaas Johnsen (NOR) | AB                 |
| 44                 | Lauren Kitchen ( AUS)        | 40e                |
| 45                 | Audrey Cordon ( FRA)         | 54e                |
| 46                 | Ashleigh Moolman (RSA)       | 21e                |

| Wiggle Honda WHT | Wiggle Honda WHT              | Wiggle Honda WHT |
| ---------------- | ----------------------------- | ---------------- |
| Num              | Coureur                       | Pos              |
| 51               | Charlotte Becker (GER)        | 16e              |
| 52               | Giorgia Bronzini (ITA)        | 18e              |
| 53               | Ana Bianca Schnitzmeier (GER) | AB               |
| 54               | Emilia Fahlin (SWE)           | 56e              |
| 55               | Anna Sanchis Chafer (ESP)     | 72e              |
| 56               | Peta Mullens (AUS)            | 59e              |

| Giant-Shimano GIW | Giant-Shimano GIW         | Giant-Shimano GIW |
| ----------------- | ------------------------- | ----------------- |
| Num               | Coureur                   | Pos               |
| 61                | Kirsten Wild (NED)        | 13e               |
| 62                | Claudia Lichtenberg (GER) | 30e               |
| 63                | Amy Pieters (NED)         | 23e               |
| 64                | Maaike Polspoel (BEL)     | 33e               |
| 65                | Sara Mustonen (SWE)       | 68e               |
| 66                | Floortje Mackaij (NED)    | 73e               |

| Alé Cipollini ALE | Alé Cipollini ALE         | Alé Cipollini ALE |
| ----------------- | ------------------------- | ----------------- |
| Num               | Coureur                   | Pos               |
| 71                | Elena Berlato (ITA)       | 58e               |
| 72                | Barbara Guarischi (ITA)   | AB                |
| 73                | Shelley Olds (USA)        | AB                |
| 74                | Ane Santesteban (ESP)     | AB                |
| 75                | Valentina Carretta (ITA)  | 64e               |
| 76                | Małgorzata Jasińska (POL) | 19e               |

| RusVélo RVL | RusVélo RVL                 | RusVélo RVL |
| ----------- | --------------------------- | ----------- |
| Num         | Coureur                     | Pos         |
| 81          | Tatiana Antoshina (RUS)     | AB          |
| 83          | Inga Cilvinaite (LTU)       | DSQ         |
| 84          | Alexandra Burchenkova (RUS) | 50e         |
| 85          | Aizan Zhaparova (RUS)       | AB          |
| 86          | Elena Kuchinskaya (RUS)     | 55e         |
| 1011        | Olga Zabelinskaya (RUS)     | DSQ         |

| Estado de México-Faren EMF | Estado de México-Faren EMF      | Estado de México-Faren EMF |
| -------------------------- | ------------------------------- | -------------------------- |
| Num                        | Coureur                         | Pos                        |
| 101                        | Giada Borgato (ITA)             | AB                         |
| 102                        | Elena Cecchini (ITA)            | 17e                        |
| 103                        | Maria Giulia Confalonieri (ITA) | AB                         |
| 104                        | Arianna Fidanza (ITA)           | AB                         |
| 105                        | Fabiana Luperini (ITA)          | 66e                        |
| 106                        | Rossella Ratto (ITA)            | 26e                        |

| Lotto Soudal Ladies | Lotto Soudal Ladies      | Lotto Soudal Ladies |
| ------------------- | ------------------------ | ------------------- |
| Num                 | Coureur                  | Pos                 |
| 111                 | Liesbet de Vocht (BEL)   | 7e                  |
| 112                 | Jolien D'Hoore (BEL)     | 14e                 |
| 113                 | Lieselot Decroix (BEL)   | 81e                 |
| 114                 | Celine van Severen (BEL) | AB                  |
| 115                 | Amy Cure (AUS)           | 79e                 |
| 116                 | Marion Rousse (FRA)      | AB                  |

| Bizkaia-Durango BPD | Bizkaia-Durango BPD       | Bizkaia-Durango BPD |
| ------------------- | ------------------------- | ------------------- |
| Num                 | Coureur                   | Pos                 |
| 121                 | Dorleta Eskamendi (ESP)   | AB                  |
| 122                 | Irene San Sebastian (ESP) | 28e                 |
| 123                 | Lierni Lekuona (ESP)      | AB                  |
| 124                 | Anna Ramirez (ESP)        | AB                  |
| 125                 | Yulia Ilinykh (RUS)       | AB                  |
| 126                 | Leire Olaberria (ESP)     | AB                  |

| Bigla BCT | Bigla BCT                | Bigla BCT |
| --------- | ------------------------ | --------- |
| Num       | Coureur                  | Pos       |
| 131       | Katarina Hranaiova (CZE) | AB        |
| 132       | Jacqueline Hahn (AUT)    | 71e       |
| 133       | Nicole Hanselmann (SUI)  | AB        |
| 134       | Taryn Heather (AUS)      | 60e       |
| 135       | Joanne Hogan (AUS)       | 29e       |
| 136       | Vera Koedooder (NED)     | 43e       |

| Servetto Footon SEF | Servetto Footon SEF       | Servetto Footon SEF |
| ------------------- | ------------------------- | ------------------- |
| Num                 | Coureur                   | Pos                 |
| 141                 | Natalia Boyarskaya (RUS)  | AB                  |
| 142                 | Annalisa Cucinotta (ITA)  | AB                  |
| 143                 | Anna Potokina (RUS)       | 78e                 |
| 144                 | Elizaveta Oshurkova (RUS) | AB                  |
| 145                 | Simona Bortolotti (ITA)   | AB                  |
| 146                 | Maria Adele Tuia (ITA)    | 48e                 |

| Top Girls Fassa Bortolo TOG | Top Girls Fassa Bortolo TOG | Top Girls Fassa Bortolo TOG |
| --------------------------- | --------------------------- | --------------------------- |
| Num                         | Coureur                     | Pos                         |
| 151                         | Soraya Paladin (ITA)        | AB                          |
| 152                         | Francesca Cauz (ITA)        | AB                          |
| 153                         | Silvia Cecchini (ITA)       | AB                          |
| 154                         | Jennifer Fiori (ITA)        | AB                          |
| 155                         | Sara Grifi (ITA)            | AB                          |
| 156                         | Chiara Pierobon (ITA)       | 47e                         |

| SC Michela Fanini Rox MIC | SC Michela Fanini Rox MIC   | SC Michela Fanini Rox MIC |
| ------------------------- | --------------------------- | ------------------------- |
| Num                       | Coureur                     | Pos                       |
| 161                       | Lara Vieceli (ITA)          | 74e                       |
| 162                       | Valentina Bastianelli (ITA) | AB                        |
| 163                       | Vittoria Bussi (ITA)        | AB                        |
| 164                       | Liisi Rist (EST)            | AB                        |
| 165                       | Michela Balducci (ITA)      | AB                        |
| 166                       | Mireia Epelde (ESP)         | AB                        |

| Lointek LTK | Lointek LTK            | Lointek LTK |
| ----------- | ---------------------- | ----------- |
| Num         | Coureur                | Pos         |
| 171         | Aude Biannic (FRA)     | AB          |
| 172         | Aida Nuno (ESP)        | AB          |
| 173         | Alicia Gonzalez (ESP)  | AB          |
| 174         | Lucia Gonzalez (ESP)   | AB          |
| 175         | Sheyla Gutierrez (ESP) | 84e         |
| 176         | Fanny Riberot (FRA)    | AB          |

| Poitou Charentes Futuroscope 86 FUT | Poitou Charentes Futuroscope 86 FUT | Poitou Charentes Futuroscope 86 FUT |
| ----------------------------------- | ----------------------------------- | ----------------------------------- |
| Num                                 | Coureur                             | Pos                                 |
| 181                                 | Pascale Jeuland (FRA)               | 53e                                 |
| 182                                 | Amélie Rivat (FRA)                  | 34e                                 |
| 183                                 | Kimberley Wells (AUS)               | AB                                  |
| 184                                 | Roxane Fournier (FRA)               | AB                                  |
| 185                                 | Sarah Roy (AUS)                     | 37e                                 |
| 186                                 | Charlotte Bravard (FRA)             | 85e                                 |

| Vaiano Fondriest VAI | Vaiano Fondriest VAI       | Vaiano Fondriest VAI |
| -------------------- | -------------------------- | -------------------- |
| Num                  | Coureur                    | Pos                  |
| 191                  | Sylwia Kapusta (POL)       | AB                   |
| 192                  | Alessia Martini (ITA)      | AB                   |
| 193                  | Lija Laizane (LAT) (route) | AB                   |
| 194                  | Katazyna Sosna (LTU)       | AB                   |
| 195                  | Ewelina Szybiak (POL)      | AB                   |
| 196                  | Chiara Vannucci (ITA)      | AB                   |

| BTC City Ljubljana BTC | BTC City Ljubljana BTC       | BTC City Ljubljana BTC |
| ---------------------- | ---------------------------- | ---------------------- |
| Num                    | Coureur                      | Pos                    |
| 201                    | Eugenia Bujak (POL)          | 42e                    |
| 202                    | Martina Ritter (AUT)         | 45e                    |
| 203                    | Polona Batagelj(route) (SLO) | 77e                    |
| 204                    | Ursa Pintar (SLO)            | AB                     |
| 205                    | Spela Kern (SLO)             | AB                     |
| 206                    | Mia Radotic (CRO) (route)    | AB                     |

| Futurumshop.nl-Zannata FTZ | Futurumshop.nl-Zannata FTZ | Futurumshop.nl-Zannata FTZ |
| -------------------------- | -------------------------- | -------------------------- |
| Num                        | Coureur                    | Pos                        |
| 211                        | Latoya Brulee (BEL)        | 69e                        |
| 212                        | Sofie de Vuyst (BEL)       | 20e                        |
| 213                        | Annelies Dom (BEL)         | 51e                        |
| 214                        | Mascha Pijnenborg (NED)    | 49e                        |
| 215                        | Janine van der Meer (NED)  | AB                         |
| 216                        | Grace Verbeke (BEL)        | 41e                        |

| Parkhotel Valkenburg PHV | Parkhotel Valkenburg PHV  | Parkhotel Valkenburg PHV |
| ------------------------ | ------------------------- | ------------------------ |
| Num                      | Coureur                   | Pos                      |
| 221                      | Kim de Baat (BEL)         | 36e                      |
| 222                      | Bianca van den Hoek (NED) | 82e                      |
| 223                      | Esra Tromp (NED)          | 46e                      |
| 224                      | Natalie van Gogh (NED)    | AB                       |
| 225                      | Kirsten Peetoom (NED)     | AB                       |
| 226                      | Rozanne Slik (NED)        | AB                       |

| Topsport Vlaanderen-Pro Duo VLL | Topsport Vlaanderen-Pro Duo VLL | Topsport Vlaanderen-Pro Duo VLL |
| ------------------------------- | ------------------------------- | ------------------------------- |
| Num                             | Coureur                         | Pos                             |
| 231                             | Kaat Hannes (BEL)               | 32e                             |
| 232                             | Jessy Druyts (BEL)              | 86e                             |
| 233                             | Nel de Crits (BEL)              | AB                              |
| 234                             | Demmy Druyts (BEL)              | AB                              |
| 235                             | Gilke Croket (BEL)              | AB                              |
| 236                             | Evelyn Arys (BEL)               | AB                              |

| Firefighters Upsala CK | Firefighters Upsala CK      | Firefighters Upsala CK |
| ---------------------- | --------------------------- | ---------------------- |
| Num                    | Coureur                     | Pos                    |
| 241                    | Karen Fernanda Sierra (MEX) | AB                     |
| 242                    | Alexandra Nessmar (SWE)     | AB                     |
| 244                    | Christina Siggaard (DEN)    | AB                     |
| 245                    | Agne Silinyte (LTU)         | AB                     |
| 246                    | Linnea Sjöblom (SWE)        | AB                     |

| Rytger TRY | Rytger TRY                   | Rytger TRY |
| ---------- | ---------------------------- | ---------- |
| Num        | Coureur                      | Pos        |
| 251        | Kelly Markus (NED)           | AB         |
| 252        | Kamilla Sofie Valin (DEN)    | AB         |
| 253        | Cecilie Uttrup Ludwig (DEN)  | AB         |
| 254        | Rikke Lonne (DEN)            | AB         |
| 255        | Julie Valgren Andersen (DEN) | AB         |
| 256        | Hanna Helamb (SWE)           | AB         |

| Sélection nationale des États-Unis | Sélection nationale des États-Unis | Sélection nationale des États-Unis |
| ---------------------------------- | ---------------------------------- | ---------------------------------- |
| Num                                | Coureur                            | Pos                                |
| 261                                | Lauren Hall (USA)                  | 65e                                |
| 262                                | Alexis Ryan (USA)                  | 76e                                |
| 263                                | Maura Kinsella (USA)               | 80e                                |
| 264                                | Lauren Komanski (USA)              | 24e                                |
| 265                                | Ruth Winder (USA)                  | AB                                 |
| 266                                | Kathryn Dononvan (USA)             | AB                                 |

Source.